# Faurecia Clarion Electronics
 For alternative betydninger, se Clarion. (Se også artikler, som begynder med Clarion)
Faurecia Clarion Electronics Co., Ltd. er en japansk fabrikant af bilradioer, bilnavigationssystemer, bilcomputere, visuelt udstyr, busudstyr og kommunikationsudstyr. Siden 2019 har virksomheden været ejet af Faurecia og efter opkøbet blev virksomhedens navn ændret til Faurecia Clarion Electronics.
Frem til slutningen af 2005 blev produkterne i Japan solgt under varemærket AddZest, hvor samme produkt udenfor japan blev solgt under varemærket Clarion. Dette ændrede sig i 2006, hvorefter varemærket Clarion med modificeret logo blev benyttet over hele verden. Clarion er kendt for deres partnerskab med Nissan, som næsten udelukkende benytter Clarion-produkter i deres bilmodeller, og frem til 2002 også har ejet 6,25% af Clarion.
Clarion har OEM-aftaler med mange bilfabrikanter, og leverer derfor bilradioer og komponenter til disse til bilfabrikanternes produktionsbiler. Kunder inkluderer bl.a. Saab, Suzuki, Ford, Volkswagen, Proton, Subaru og Peugeot.